# فؤاد الدجاني
فؤاد إسماعيل بكر الدجاني (1890-1940) طبيب جراحة فلسطيني. ولد في مدينة القدس وتوفي في يافا ودفن في مستشفاه في مدينة يافا. تلقى تعليمه الإبتدائي والثانوي في مدارس مدينة القدس، ثم انتقل إلى مدينة بيروت والتحق بالجامعة الأمريكية لدراسة الطب، وبسبب قيام الحرب العالمية الأولى لم يستكمل دراسته والتحق بالجيش العثماني حيث كان الجيش يحتاج إلى أطباء. وبمجرد انتهاء الحرب توجه إلى بريطانيا لاستكمال دراسته فالتحق بإحدى الجامعات البريطانية في لندن، ونال أعلى الدرجات العلمية والمهنية في الطب، حيث تخصص في الجراحة. باشر عمله في مستشفى الحكومة إلى جانب عياداته في حي المنشية وقام بإنعاش مستشفى يافا الحكومية. توفي في يافا ودفن فيها.
استقال من عمله الحكومي وشرع في بناء أحدث مستشفى خاص في حي النزهة مدينة يافا عام 1933 عرف باسم مستشفى الدجاني. وكان المستشفى يستقبل جرحى المعارك خلال ثورة 1936 ـ 1939. أصيب بتسمم في الدم أثناء إسعاف أحد مرضاه وتوفي على إثرها. 